# Union (gruppo musicale)
Gli Union furono un supergruppo heavy metal fondato a Los Angeles, California nel 1996.

## Formazione
- John Corabi - voce
- Bruce Kulick - chitarra
- Jamie Hunting - basso
- Brent Fitz - batteria

## Discografia

### Album in studio
- 1998 - Union
- 2000 - The Blue Room

### Live
- 1999 - Union Live in the Galaxy